# Zbigniew Kowalski (bokser)
Zbigniew Kowalski (ur. 11 lutego 1916, zm. ?) – polski bokser, medalista mistrzostw Europy.
Był zawodnikiem klubu PZL Warszawa, a po wojnie reprezentował barwy klubu ŁKS Łódź. Walcząc w kategorii lekkiej, dwukrotnie zdobył mistrzostwo Polski w 1938 i 1939, a w 1946 roku, wywalczył wicemistrzostwo kraju. Uczestniczył w mistrzostwach Europy w Dublinie 1939, zdobywając brązowy medal w wadze lekkiej. Osiem razy wystąpił w reprezentacji Polski, odnosząc 4 zwycięstwa, 1 remis i 3 porażki w latach 1938 – 1946. Należał do pokolenia sportowców, któremu najlepsze lata zabrała wojna, uniemożliwiając rozwój ciekawie zapowiadającej się kariery.